# Albaniens vetenskapsakademi
Albaniens vetenskapsakademi (på albanska Akademia e Shkencave e Shqipërisë) är en vetenskaplig akademi i Albanien som grundades den 10 oktober 1972 i huvudstaden Tirana. Albaniens vetenskapsakademi grundades ursprungligen som den viktigaste albanska lärdomsinstitutionen, men numera är många av de viktiga funktionerna överförda till andra forskningscentra. Även ett nytt Centrum för albanologisk forskning inrättades som grund för överförandet av akademiens kompetenser.
Albaniens vetenskapsakademi består av nio vetenskapliga institut och fyra forskningscentrar och har 28 medlemmar, 11 associerade medlemmar och 26 hedersmedlemmar. Den har kontakter med andra akademier och likartade institutioner. Den har gett ut flera böcker och forskningstidskrifter.
Nuvarande chef för Albaniens vetenskapsakademi är Gudar Beqiraj. 
Kungliga institutet för albanska studier, vetenskaps- och kulturinstitut, verksam under tiden för Kungariket Albanien 1939–1943, var föregångare till Albaniens vetenskapsakademi 1972–.